# Ana Maria Nacinovic Correa
Ana Maria Nacinovic Correa (nombres de guerra: Betty, Márcia, Leda, Maria da Graça Souza Rago, Renata, Sônia Maria Sampaio Além, Maria Tereza Teixeira, Josefina Damas Mendonça, Loira, Esmeralda (Río de Janeiro, 25 de marzo de 1947 - São Paulo, 14 de junio de 1972) fue una guerrillera y militante comunista, que participó de la lucha armada durante los años de plomo de la dictadura militar brasileña.
Criada en la zona sur carioca, donde estudió en el Colégio São Paulo. de monjas, y además aprendió piano en su adolescencia. Ingresó a la Universidad, a los 21 años, como 2ª colocada, en la Facultad de Bellas Artes de la UFRJ. Durante esa vida universitaria, se integró a Ação Libertadora Nacional (ALN), agrupamiento político clandestino creado por Carlos Marighella, que combatía a través de "Grupos Tácticos Armados" (GTA) – de los cuales Ana Maria era parte – a la dictadura militar instalada en el país en 1964, con el objetivo de implantar un régimen socialista en el Brasil.
Fue abatida en una emboscada en el barrio de Mooca, en la capital paulista, en junio de 1972, ametrallada por la policía cuando salía de un restaurante junto con otros tres compañeros de la organización, después de la denuncia del dueño del establecimiento Manoel Henrique de Oliveira (que era informante de la policía) que había reconocido el grupo de jóvenes que almorzaron en el sitio a través de carteles sobre terroristas buscados por el gobierno, que se extendió por todo el país en esa época. Herida y caída sobre el piso, fue rematada a quemarropa por un agente portando un fusil FAL, y su cuerpo, ensangrentado, corrido de un lado para el otro por los agentes que la mataron y a los otros dos compañeros, delante de la multitud que se había precipitado después de los disparos.
A pesar de que oficialmente fue dada por muerta por el gobierno militar, un año después, en 1973, fue condenada a doce años de prisión in absentia.

## Honores

### Eponimia
- Plaza en el suburbio de Bangu, ciudad del Estado de Río de Janeiro[4]
- Guardería municipal en San Pablo, inaugurada en marzo de 1992[1]